# El Síria Express
El Síria Express (en anglès, The Syrian Express) és un terme convencional utilitzat per descriure els viatges regulars de subministrament dels vaixells amfibis de desembarcament russos a Síria, que van començar a la segona dècada del segle xxi.